# Sibel Edmonds

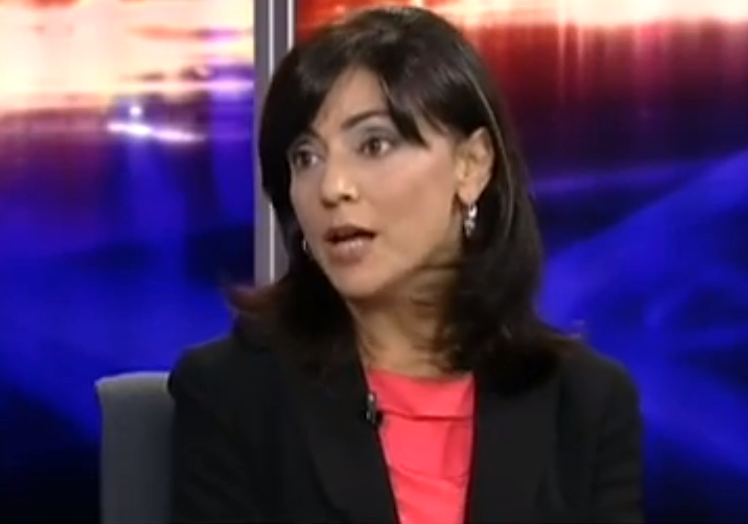
Sibel Edmonds

Sibel Deniz Edmonds (* 1970 im Iran) ist eine ehemalige US-amerikanische Übersetzerin arabischsprachiger Texte beim Federal Bureau of Investigation (FBI), die in der Folge eine der bekanntesten Whistleblower in den USA wurde. Wenige Tage nach den Terroranschlägen am 11. September 2001 wurde sie als Dolmetscherin vom FBI eingestellt und arbeitete an der Übersetzung von Überwachungs-Tonbändern in Zusammenhang mit den Terroranschlägen. Sie wurde im März 2002 entlassen, nachdem sie verschiedene Vorfälle von Unterschlagung von Beweismitteln, Landesverrat und Amtspflichtverletzung meldete. Seitdem erhob sie wiederholt Anschuldigungen gegen korrupte Pentagon-Angestellte im Zusammenhang mit unerlaubter Kernwaffen-Proliferation der USA, zuletzt in einer Enthüllungs-Serie der Londoner Sunday Times. Sie ist die Gründerin der National Security Whistleblowers Coalition (NSWBC). 2004 wurde sie ausgezeichnet mit dem Sam Adams Award und 2006 mit dem P.E.N./Newman’s Own First Amendment Award.

## Ausbildung
Als Tochter eines aserbaidschanischen Arztes lebte und studierte Edmonds zunächst im Iran, dann in der Türkei und kam 1988 als Studentin in die USA. Dort wurde sie 1996 Staatsbürgerin. Edmonds spricht vier Sprachen und hat einen Mastertitel in internationaler Wirtschaft von der George-Mason-Universität sowie einen Bachelor in Strafrecht und Psychologie der George-Washington-Universität.

## Karriere beim FBI
Edmonds war eine von vielen, die in den Tagen nach den Anschlägen vom 11. September von der US-Bundespolizei FBI eingestellt wurden. Sie arbeitete ab dem 20. September 2001 als Dolmetscherin für Persisch, Türkisch und Aserbaidschanisch in der zentralen Übersetzungseinheit des FBI in Washington. Sie arbeitete an der Übersetzung von Überwachungstonbändern, die mit den Terroranschlägen am 11. September 2001 in den USA in Zusammenhang stehen. Zwischen Dezember 2001 und März 2002 berichtete sie ihren Vorgesetzten von verschiedenen Vorfällen von Inkompetenz, Amtsverletzung, Unterschlagung von Beweisen und Landesverrat. Dies schloss auch ihren Chef Mike Feghali ein, der die Spionage und bewusste Fehlübersetzungen von Melek Can Dickerson nicht aufklärte. Edmonds behauptete, dass die Vorgesetzten gegen sie arbeiteten.
Edmonds erhielt im Juni 2002 zunächst auch die Unterstützung von zwei US-Senatoren, die sich für die Aufarbeitung ihrer Geschichte einsetzten. Selbst das FBI bestätigte einige ihrer Vorwürfe und anonyme Regierungskreise berichteten in der Associated Press und der Washington Post, dass Edmonds schlecht gearbeitet und Sicherheitsvorschriften gebrochen habe.
In einer Stellungnahme im Jahre 2004 sagte sie, dass dem FBI detaillierte Informationen über geplante terroristische Anschläge mit Flugzeugen vorlagen. Selbst nach dem Wahlsieg bei den Parlamentswahlen der Demokraten im November 2006 kam es jedoch trotz gegenteiliger Versprechen und einer Petition von dreißig NGOs zu keiner parlamentarischen Untersuchung.
Im August 2004 gründete Sibel Edmonds die „National Security Whistleblowers Coalition“ (NSWBC). Die NSWBC organisiert und berät ehemalige oder aktuelle Regierungsangestellte, die zur Enthüllung staatlichen Fehlverhaltens beitragen und setzt sich für eine Gesetzgebung ein, die die Rechte der Staatssicherheit-Whistleblowers schützt.
2005 wurden die Anschuldigungen von Sibel Edmonds teilweise in der Zeitschrift Vanity Fair dargelegt. Dort wurde aufgedeckt, dass sie Zugang zu von FBI-Wanzen aufgezeichneten Gesprächen zwischen Mitgliedern des American-Turkish Council (ATC) hatte, in denen es um die Bestechung von amerikanischen Beamten ging. Außerdem soll es um Aussagen, die sich nach Hinweisen auf groß angelegte Drogenlieferungen und andere Verbrechen anhörten, gegangen sein.
Laut Daniel Ellsberg geht es Edmonds um die al-Qaida-Verbindung, die auch von Loretta Napoleoni in ihrem Buch Die Ökonomie des Terrors beschrieben wurde: Edmonds legte dem Kongress dar, dass al-Qaida, laut dieser Interviews, zu 95 Prozent durch Erlöse aus dem Drogenhandel finanziert wird – Drogenhandel, den die US-amerikanische Regierung wissentlich ignoriert, weil er in starkem Maße mit ihren Verbündeten und ihren Vorteilen verknüpft ist, also mit Ländern wie der Türkei, Kirgisistan, Tadschikistan, Pakistan und Afghanistan. Bei diesem Drogenhandel stamme das Opium aus Afghanistan, werde in der Türkei aufbereitet und nach Europa geliefert, wo es 96 Prozent von Europas Heroinbedarf decke. Die Durchführung liege in den Händen von albanischen Muslimen in Albanien oder Kosovo, also letztendlich in den Händen der UÇK, die zu dieser Zeit gegen Ende des 20. Jahrhunderts stark unterstützt wurde. Edmonds gibt an, dass dem Sprecher des Repräsentantenhauses, Dennis Hastert, türkischen Quellen zufolge Koffer mit Bargeld direkt in sein Haus in Chicago geliefert worden seien, mit dem Wissen, dass viel von diesem Geld aus dem Drogenhandel stamme.
2008 in dem Dokumentarfilm Kill The Messenger der französischen Filmemacher Mathieu Verboud und Jean Robert Viallet kommen Personen vor, die mit ihrem Fall vertraut sind – darunter Personen wie Daniel Ellsberg, Coleen Rowley (FBI-Whistleblowerin), Russell Tice (NSA-Whistleblower), Bogdan Dzakovic (DHS), John Vincent (FBI-Whistleblower), Steve Elson (Spezialagent bei der US-Marine, der Drogenfahndung DEA und der Bundesverwaltung für Luftfahrt FAA), John M. Cole (FBI-Whistleblower) und Matthew Fogg. Im Dokumentarfilm sagt Edmonds: “The targets of FBI wiretaps are not only foreign individuals supected of espionage and terrorism in the U.S. but also their accomplices, that is [...] top officials at the State Department and at the Pentagon. These people are clearly engaged in criminal activities such as technological espionage, nuclear black market, heroin trafficking, money laundering, corruption of high-ranking officials, particularly in the U.S. Congress.”

## Prozess
Die Behauptungen über das Fehlverhalten beim FBI zogen die Aufmerksamkeit des Justizausschusses des Senats der Vereinigten Staaten auf sich, das sich in zwei öffentlichen Anhörungen des Falles annahm. Hierbei legte das FBI mehrere nicht klassifizierte Dokumente und Aussagen vor und bestätigte, dass einige Aussagen Edmonds’ Wahrheitsgehalt hätten. Daraufhin schrieben zwei Senatoren Briefe, die auch auf deren Webseiten veröffentlicht wurden, und baten um Erklärung seitens der Abteilung sowie um eine unabhängige Überprüfung.
In der Zwischenzeit richtete Edmonds Vorwürfe gegen das Justizministerium, das FBI und weitere Beamte. Sie behauptete, dass ihr vom FBI „aus Rache“ gekündigt worden sei. Justizminister John Ashcroft belegte die Dokumente am 18. Oktober 2002 rückwirkend mit einer Sperre, um eine Veröffentlichung zu verhindern – aus „Gründen der nationalen Sicherheit“.
Ausdrücklich ohne einer „9/11-Verschwörung“ von Seiten der USA Nahrung geben zu wollen, behauptete Sibel Edmonds in einem Radiointerview mit dem US-amerikanischen Investigativjournalisten Brad Friedman im Juli 2009 gleichwohl, Informationen darüber zu besitzen, dass die Vereinigten Staaten in der Zeit vom Zusammenbruch der Sowjetunion bis zum 11. September 2001 „enge Beziehungen“ zu Osama bin Laden und den Taliban unterhalten hätten.

## Auszeichnungen
- 2004 den Sam Adams Award
- 2006 den P.E.N./Newman’s Own First Amendment Award[1]

## Werke
- Classified Woman - The Sibel Edmonds Story: A Memoir. 2012, ISBN 978-0-615-60222-6.
- The Lone Gladio. 2014, ISBN 978-0-692-21329-2.

## Dokumentarfilme
- Kill The Messenger (Une Femme à Abattre). Dokumentation, 82 Min., Erstausstrahlung 19. September 2006. Regie: Jean Robert Viallet, Mathieu Verboud. Produktion: Zadig Productions, Frankreich. Canal+, Planète, RTBF, Special Broadcasting Service.